# Un cœur en hiver
Un cœur en hiver is een Franse film van Claude Sautet uit 1992.

## Samenvatting
Maxime en Stéphane zijn veertigers die een eigen zaak hebben opgebouwd: ze werken al meerdere jaren samen in een atelier waar violen gebouwd, hersteld en gerestaureerd worden. De gehuwde Maxime houdt zich bezig met de zakelijke kant van het bedrijf en met de klanten. Hij heeft een vrolijk en open karakter en lijkt een man die alles voor elkaar heeft in het leven. Stéphane is een vrijgezel die een teruggetrokken leven leidt. Lang geleden slaagde hij niet aan het conservatorium maar later ontpopte hij zich tot een succesrijk meester-vakman.
Op een dag wordt Maxime verliefd op de jonge concertvioliste Camille. Na een tijdje is hij vast van plan met haar te gaan samenwonen. Camille ontmoet Stéphane voor het eerst wanneer haar viool dringend moet worden hersteld. Camille raakt geïntrigeerd door de stille Stéphane. Het lijkt dat bij hem ook iets ontluikt maar kan hij omgaan met zijn gevoelens en ze uiten? Camille verwacht meer initiatief van hem maar krijgt het gaandeweg op haar heupen van zijn terughoudendheid.

## Rolverdeling
| Acteur                     | Personage                      |
| -------------------------- | ------------------------------ |
| Daniel Auteuil             | Stéphane                       |
| Emmanuelle Béart           | Camille Kessler                |
| André Dussollier           | Maxime                         |
| Brigitte Catillon          | Régine                         |
| Élizabeth Bourgine         | Hélène, de boekenhandelaarster |
| Jean-Claude Bouillaud      | de baas van de brasserie       |
| Stanislas Carré de Malberg | Brice, de leerjongen           |
| Maurice Garrel             | Lachaume                       |
| Myriam Boyer               | mevrouw Amet, de meid          |
| Jean-Luc Bideau            | Ostende                        |